# Menominee (popolo)
I Menominee, di stirpe algonchina sono, insieme agli Winnebago (di stirpe Chiwere Siouan) ed agli affini Ojibway, gli abitanti originali del Wisconsin e del nord del Michigan. Essi hanno abitato queste regioni per più di 5 000 anni. Originariamente erano stanziati lungo il corso del fiume Menominee, che nel ventunesimo secolo segna il confine tra Wisconsin e Michigan e nella Upper Peninsula del Michigan, tra i laghi Michigan e Kitchigami ("Lago Superiore"), avendo come dirimpettai sulle sponde opposte dei grandi laghi altri popoli algonchini, come i Potawatomie, tra la sponda occidentale del Lago Huron e quella orientale del lago Michigan, gli Ottawa, oltre le sponde settentrionali della Georgian Bay del Lago Huron, e gli Ojibway, nei territori a nord e a ovest del lago Kitchigami.
I primi contatti con gli esploratori canadesi, dopo il 1667, furono dovuti al fatto che i Menominee, volevano espandere il loro territorio di caccia agli animali da pelliccia. Si espansero ancora di più dopo che i Canadesi ed i loro alleati  Algonchini sconfissero gli Irochesi nel 1701. Gli Winnebago, che originariamente erano più numerosi, erano stati decimati dalla guerra e dalle epidemie durante i 60 anni precedenti. Fu allora che i Menominee si spinsero più a sud-ovest, occupando i territori rimasti vuoti. Al loro apogeo, i Menominee controllavano un territorio che andava dal Wisconsin centrale fino a Milwaukee, cioè un'area di quasi 10 milioni di acri.
La colonizzazione dei bianchi e l'abbattimento delle foreste, ridussero rapidamente il loro territorio dopo il 1832. Dopo diversi trattati e concessioni territoriali, i Menominee nel 1856, vennero confinati in una riserva nel nord-est del Wisconsin. Nonostante i tentativi di spostarli in Minnesota, essi sono riusciti a rimanere nelle loro terre ancestrali.

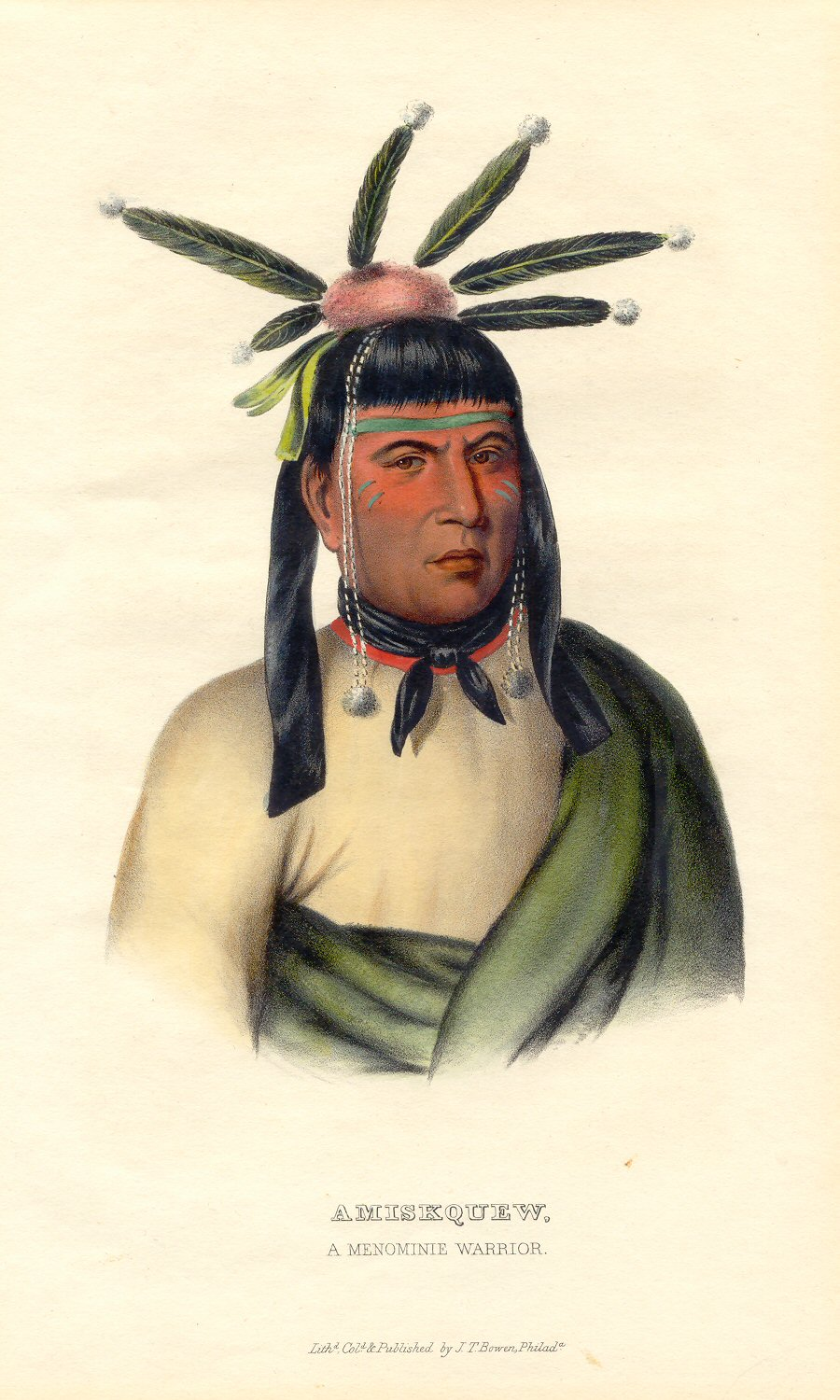
Amiskquew, guerriero Menominee. Dipinto di Charles Bird King.